# محوطه دار گویجه
محوطه دار گویجه در شهرستان سنقر، بخش مرکزی، روستای فارسینج واقع شده و این اثر در تاریخ ۱۲ تیر ۱۳۸۴ با شمارهٔ ثبت ۱۲۰۲۸ به‌عنوان یکی از آثار ملی ایران به ثبت رسیده است.